# Idris (personaggio televisivo)
Idris, pseudonimo di Edrissa Sanneh (Brufut, 2 gennaio 1951 – Brescia, 4 agosto 2023), è stato un giornalista, personaggio televisivo e opinionista gambiano naturalizzato italiano.

## Biografia
Nato in Gambia, aveva 21 fratelli. Dopo aver iniziato gli studi in Senegal, arriva in Italia nel 1972 con una borsa di studio ottenuta all'Università per stranieri di Perugia. Successivamente si trasferisce a Brescia dove, terminati gli studi, comincia a lavorare come DJ nelle discoteche e nelle radio locali della provincia. La sua prima importante apparizione televisiva è nella trasmissione Tele Vù Cumprà, prodotta e trasmessa dall'emittente locale RTG Radio TeleGarda, di cui rimase celebre lo sketch paradossale in cui Idris interpretava, parlando in dialetto bresciano, una persona che rifiutava di acquistare prodotti come fazzoletti di carta e accendini da un venditore porta a porta di pelle bianca. I suoi esordi come giornalista sportivo risalgono al 1977 per RTV-Radio Televisione Bresciana (emittente locale confluita alcuni anni dopo in Retebrescia), dove conduceva anche il programma musicale settimanale Idris Show. Nel 1989 partecipa e vince a Star 90, programma di Rete 4 per nuovi talenti. Nel 1990 intraprende anche la carriera di attore, nel film Bianco e nero di Fabrizio Laurenti.
Tifoso della Juventus, dal 1993 al 2009 fu ospite fisso della trasmissione televisiva Quelli che il calcio, condotta da Fabio Fazio, dove commentava con entusiasmo le partite della sua squadra: «È grazie al mio tifo per la Juventus che sono diventato famoso», ammetterà in un'intervista. Si è occupato inoltre della direzione del TG multietnico in onda su Retebrescia. Idris era sposato con una donna italiana ed era padre di quattro figlie.
Grande appassionato di cucina, Idris praticava molti sport, tra i quali il tennis. Ha partecipato all'Isola dei Famosi nel 2005, venendo eliminato nel corso della settima puntata con il 52% dei voti. Dal 2006-2007 è stato ospite nella trasmissione sportiva Tifosi napoletani condotta da Gennaro Montuori (ex capo ultras del Napoli, detto Palummella) in onda su Tele A. Nella stagione calcistica 2010-2011 è stato opinionista calcistico nella trasmissione Bianco e Nero d'autore in onda su Teleromagna. Nel 2011-2012 ha partecipato a Lato B, trasmissione sportiva sulla Serie B in onda su San Marino RTV. Nel 2012 era tornato a Quelli che il calcio, sempre come tifoso e opinionista.

### Morte
È morto il 4 agosto 2023 all'età di settantadue anni alla Poliambulanza di Brescia, dove era ricoverato da venti giorni. Dopo tre giorni viene celebrato il funerale, e a seguire la sepoltura, nel cimitero di Bedizzole, località in cui viveva da anni.

## Filmografia

### Cinema
- Tifosi, regia di Neri Parenti (1999)

### Televisione
- Bianco e nero, regia di Fabrizio Laurenti – film TV (Rai 2, 1990)
- Taxi – serie TV (1995)
- Pazza famiglia – serie TV (Rai 1, 1995)
- Butta la luna – serie TV (Rai 1, 2006-2009)

## Programmi televisivi
- Star 90 (Rete 4, 1990) – concorrente
- Quelli che il calcio (Rai 3, 1993-1998; Rai 2, 1998-2000, 2007, 2009, 2012) – ospite
- La ruota della fortuna (Canale 5, 1994) – concorrente
- Il Quizzone (Canale 5, 1995-1997; Italia 1, 1998) – concorrente
- Passaparola (Canale 5, 1999) – concorrente
- Ciao Darwin (Canale 5, 1999) – ospite
- L'isola dei famosi (Rai 2, 2005) – concorrente
- Tifosi napoletani (Tele A, 2006-2010) – ospite
- Bianco e Nero d'autore (Teleromagna, 2010-2011) – ospite
- Lato B (San Marino RTV, 2011-2012) – ospite
- Grand Hotel Chiambretti (Canale 5, 2016) – ospite

## Doppiaggio
- Clarence Williams III ne La leggenda del pianista sull'oceano[13]
- Omar Sy in L'esplosivo piano di Bazil